# Nomarque
Cet article possède un paronyme, voir monarque.

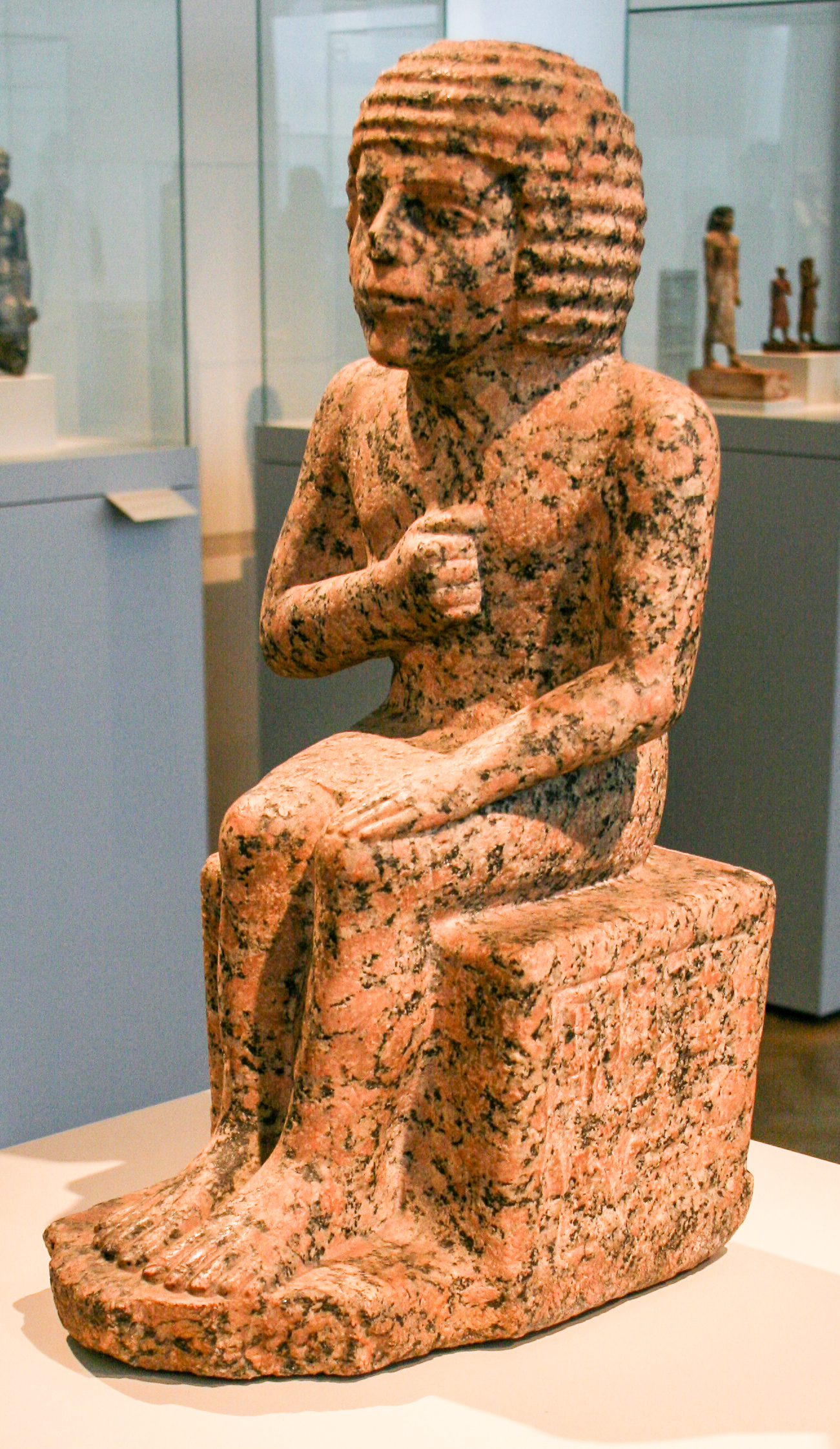
Statue du nomarque Metjen.

Dans l'antiquité égyptienne, les nomarques (en égyptien ancien : ḥrj tp ꜥꜣ) étaient les fonctionnaires qui administraient les nomes (provinces) au nom du pharaon.
Bien que les nomarques fussent normalement nommés par le pharaon, l'affaiblissement du pouvoir central conduisit souvent à la création de dynasties locales ; la fonction se transmettait alors héréditairement. Durant les « périodes intermédiaires » (périodes de troubles profonds) les nomarques devenaient de véritables petits roitelets qui allaient parfois jusqu'à utiliser les attributs du pharaon sur les décors de leurs sépultures.

## Principaux nomarques de l'Égypte antique

### Basse-Égypte
| Nome        | Nome | Dynastie | Souverain régnant | Nomarque | Remarque | Sépulture     | Sépulture   |
| N°          | Nom et (capitale)                                                                                                | Dynastie | Souverain régnant | Nomarque | Remarque | type          | emplacement |
| ----------- | --- | -------- | ----------------- | -------- | -------- | ------------- | ----------- |
| 1er         | Nome de la Muraille blanche (Memphis)                                                                            | Ire      |                   | Sabou    |          | Mastaba S3111 | Saqqarah    |
| 5e, 6e & 7e | Nome supérieur de Neith (Saïs), Nome du Taureau de la montagne (Xoïs) et Nome du Harpon à cordes-côté occidental | IVe      | Snéfrou           | Metjen   |          | Mastaba L6    | Saqqarah    |

### Haute-Égypte
| Nome    | Nome                                                                    | Dynastie                                 | Souverain régnant                           | Nomarque        | Remarque                                                             | Sépulture                    | Sépulture                   |
| N°      | Nom et (capitale)                                                       | Dynastie                                 | Souverain régnant                           | Nomarque        | Remarque                                                             | type                         | emplacement                 |
| ------- | ----------------------------------------------------------------------- | ---------------------------------------- | ------------------------------------------- | --------------- | -------------------------------------------------------------------- | ---------------------------- | --------------------------- |
| 1er     | Nome du Pays de Nubie (Assouan)                                         | VIe                                      | Mérenrê Ier et Pépi II                      | Hirkhouf        |                                                                      |                              | Éléphantine                 |
| 1er     | Nome du Pays de Nubie (Assouan)                                         | VIe                                      | Pépi II                                     | Heqaib          |                                                                      | tombeau                      | Qubbet el-Hawa              |
| 1er     | Nome du Pays de Nubie (Assouan)                                         | XIIe                                     | Sésostris Ier                               | Sarenpout Ier   |                                                                      | Tombe n° 36                  | Nécropole de Qubbet el-Hawa |
| 2e & 3e | Nome du Trône d'Horus (Edfou) et Nome de la Forteresse (El Kab et Esna) | Xe                                       | Néferkarê VII                               | Ânkhtyfy        |                                                                      |                              |                             |
| 3e      | Nome de la Forteresse (El Kab et Esna)                                  | XVIe                                     | Souadjenrê Nebiryraou                       | Kebsi           | Vend sa charge de nomarque à Sobeknakht Ier                          |                              |                             |
| 3e      | Nome de la Forteresse (El Kab et Esna)                                  | XVIe                                     | Souadjenrê Nebiryraou                       | Sobeknakht Ier  | Père de Sobeknakht II                                                |                              |                             |
| 3e      | Nome de la Forteresse (El Kab et Esna)                                  | XVIe ou XVIIe                            |                                             | Sobeknakht II   | Fils de Sobeknakht Ier                                               | tombe T10                    | El Kab                      |
| 3e      | Nome de la Forteresse (El Kab et Esna)                                  | XVIIIe                                   | Thoutmôsis II                               | Pahéry          |                                                                      |                              |                             |
| 3e & 4e | Nome du Trône d'Horus (Edfou) et Nome de la Forteresse (Hiéraconpolis)  | Xe                                       | Néferkarê VII                               | Ânkhtyfy        |                                                                      | Tombeau                      | Héfat (aujourd'hui Mo'alla) |
| 4e      | Nome du Sceptre (Thèbes)                                                | fin de la Première Période intermédiaire |                                             | Ikou            | Père d'Antef l'Ancien et grand-père paternel de Montouhotep Ier      |                              |                             |
| 4e      | Nome du Sceptre (Thèbes)                                                | fin VIIIe ou IXe ou Xe dynastie          |                                             | Antef l'Ancien  | Fils d'Ikou et père de Montouhotep Ier, fondateur de la XIe dynastie | tombe                        |                             |
| 8e      | Nome de la Grande Terre (Abydos, Thinis)                                | VIe                                      |                                             | Khoui           | Père des reines Ânkhésenpépi Ire et Ânkhésenpépi II                  |                              |                             |
| 8e      | Nome de la Grande Terre (Abydos, Thinis)                                | VIe                                      |                                             | Gegi            |                                                                      |                              |                             |
| 13e     | Nome supérieur du Sycomore (Assiout)                                    | XIIe                                     |                                             | Djefaihapy III  | Petit-fils de Djefaihapy Ier                                         | « tombe de Salakhana »       | Assiout                     |
| 13e     | Nome supérieur du Sycomore (Assiout)                                    | XIIe                                     | Sésostris Ier                               | Hâpydjéfa       |                                                                      |                              |                             |
| 14e     | Nome inférieur du Sycomore (Cusae)                                      | XIIe                                     | Sésostris Ier                               | Oukhhotep       |                                                                      | Tombe B2                     | Nécropole de Meir           |
| 15e     | Nome du Lièvre (Hermopolis Magna)                                       | Fin XIe, ou début XIIe                   | Amenemhat Ier                               | Djéhoutynakht   | Fils du nomarque Âhanakht Ier                                        | Tombe 10A« cercueil Bersha » | Nécropole de Deir el-Bersha |
| 15e     | Nome du Lièvre (Hermopolis Magna)                                       | XIIe                                     | Amenemhat II, Sésostris II et Sésostris III | Djéhoutyhotep   | Enfant du Kep                                                        | Tombe                        | Nécropole de Deir el-Bersha |
| 16e     | Nome de l'Oryx (Hebenou)                                                | XIe                                      |                                             | Râmouchenti     | Père de Baqet III                                                    | Tombe BH27                   | Beni Hassan                 |
| 16e     | Nome de l'Oryx (Hebenou)                                                | XIe                                      |                                             | Baqet III       | Fils de Râmouchenti                                                  | Tombe BH15                   | Beni Hassan                 |
| 16e     | Nome de l'Oryx (Hebenou)                                                | XIIe                                     | Sésostris Ier                               | Amenemhat       |                                                                      | Tombe BH2                    | Beni Hassan                 |
| 16e     | Nome de l'Oryx (Hebenou)                                                | XIIe                                     | Amenemhat Ier                               | Khnoumhotep Ier |                                                                      | Tombe BH14                   | Beni Hassan                 |
| 16e     | Nome de l'Oryx (Hebenou)                                                | XIIe                                     | Amenemhat II, Sésostris II et Sésostris III | Khnoumhotep II  | Petit-fils de Khnoumhotep Ier                                        | Tombe BH3                    | Beni Hassan                 |